# 한라송이풀
한라송이풀(학명: Pedicularis hallaisanensis)은 현삼과 송이풀속의 두해살이풀이다. 한라산, 설악산, 가야산 등지에 드물게 분포한다.
1. 1 2  국립생물자원관. “한라송이풀”. 《한반도의 생물다양성》. 대한민국 환경부.